# نوريس ستيفنسون
نوريس ستيفنسون (بالإنجليزية: Norris Stevenson)‏ هو لاعب كرة قدم أمريكية ولاعب كرة القدم الكندية أمريكي، ولد في 27 أكتوبر 1939 في سانت لويس في الولايات المتحدة، وتوفي بنفس المكان في 3 مارس 2012.